# Olga Vasilchenko
Olga Vasilchenko –en ruso, Ольга Васильченко– (8 de noviembre de 1956) es una deportista soviética que compitió en remo.
Participó en los Juegos Olímpicos de Moscú 1980, obteniendo una medalla de plata en la prueba de cuatro scull con timonel. Ganó una medalla de bronce en el Campeonato Mundial de Remo de 1978.

## Palmarés internacional
| Juegos Olímpicos   | Juegos Olímpicos          | Juegos Olímpicos  | Juegos Olímpicos         |
| Año                | Lugar                     | Medalla           | Prueba                   |
| ------------------ | ------------------------- | ----------------- | ------------------------ |
| 1980               | Moscú (URSS)              | Medalla de plata  | Cuatro scull con timonel |
| Campeonato Mundial |                           |                   |                          |
| Año                | Lugar                     | Medalla           | Prueba                   |
| 1978               | Cambridge (Nueva Zelanda) | Medalla de bronce | Cuatro scull con timonel |